# Aspe (poisson)
Leuciscus aspius
Pour les articles homonymes, voir Aspe.
Espèce
Statut de conservation UICN

 LC  : Préoccupation mineure
L’aspe, Leuciscus aspius (anciennement Aspius aspius), est une espèce de poissons d'eau douce de la famille des cyprinidés originaire d'Europe centrale et orientale.

## Description
C'est un poisson robuste de couleur grisâtre, qui a une certaine ressemblance avec le chevesne par son allure générale assez élancée, mais ses nageoires sont mieux découpées et pointues. Les nageoires peuvent être entièrement grises ou partiellement colorées de rougeâtre. Il a une tête un peu pointue et surtout une gueule plus grande et puissante dirigée légèrement vers le haut, indice d'un régime carnassier vers la surface.
Il peut atteindre 1,2 m et 12 kg dans son aire d'origine. En Europe occidentale, sa taille est généralement moins imposante : il peut atteindre jusqu'à 80 ou 90 cm pour un poids de l'ordre de cinq kilogrammes, mais au vu de sa présence récente à l'ouest du Rhin on n'a pas encore suffisamment de recul et il est probable que dans un futur proche on observe des spécimens de plus grande taille encore.

## Répartition et habitat
Originaire d'Europe centrale et orientale, il est présent de manière autochtone depuis les Balkans et le bassin du Danube au sud, jusqu'au bassin de la mer Baltique au nord (Scandinavie, Finlande, Pologne, etc), à l'ouest jusqu'au bassin de l'Elbe et à l'est jusqu'à l'Oural.
Il a colonisé le bassin du Rhin à partir de 1976, soit avant le percement du canal Rhin-Main-Danube en Allemagne. Il est présent actuellement dans plusieurs rivières alsaciennes dont l'Ill, mais aussi dans le sous-bassin versant de la Moselle, ainsi que dans une partie du canal du Rhône au Rhin (où il reste encore bloqué côté Rhin par les nombreuses écluses) et celui de la Marne au Rhin. Il est également souvent pêché dans la Meuse en Belgique et du côté français. Il va probablement continuer son implantation vers l'ouest dans les années à venir, du fait de l'interconnexion de nombreux bassins versants par des canaux, qu'il colonise aisément. Il est désormais régulièrement capturé par des pêcheurs dans une grande partie du bassin de la Loire, où il semble avoir fait l'objet d'une introduction illégale ou accidentelle (sa présence avait été repérée dans un premier temps au niveau de Tours), et plus récemment dans la Seine en région parisienne, ainsi que dans la Saône.
Il vit préférentiellement dans les cours d'eau avec un courant plutôt lent à moyen, dans les zones dites à brèmes et à barbeaux. Il est assez migrateur et s'aventure volontiers jusqu'aux estuaires, puis remonte pour se reproduire dans des eaux plus rapides. Il peut aussi s'adapter aux lacs et aux étangs.

## Alimentation

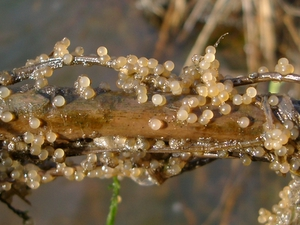
Œufs d'aspe.

C'est un carnassier chassant essentiellement des poissons blancs de petite taille (moins de 10 cm en majorité), comme les jeunes gardons et vandoises, les éperlans, mais surtout les ablettes dont il est un prédateur spécialiste. Sa bouche étant quasiment dépourvue de dent, il gobe ses proies en entier puis les broie avec ses dents pharyngiennes. Il chasse surtout à la surface des eaux par des poursuites énergiques, ce qui rend sa présence bien perceptible. Ce régime piscivore constitue une originalité dans la famille des cyprinidés. Les très jeunes aspes se mélangent aux bancs d'ablettes, auxquelles ils ressemblent fortement, et subissent la prédation des adultes. Grégaire au stade juvénile, il se fait progressivement solitaire à l'âge adulte.

## Pêche
Sa pêche est sportive car il oppose une forte défense, faite de rushs et de sauts, d'autant qu'il ne dédaigne pas vivre dans les forts courants.